# ميناء سيدي إفني
يقع ميناء سيدي إفني حوالي 170 كلم جنوب أكادير على خط العرض ´21°29 شمالا و خط الطول ´11°10 غربا. و يُمثل الصيد نشاطه الرئيسي. يشكل موقع الميناء في المدينة وثروات ساحله (المنتجات السمكية)، بالإضافة إلى خبرة المهنيين في مجال الصيد، و تصنيع الأسماك في هذا الميناء، عناصر متعددة تضفي أهمية اقتصادية و اجتماعية كبرى على المدينة و المنطقة ذاتها.

## نبذة تاريخية
شرع في استغلال ميناء سيدي إفني سنة 1989 وقد شهد العديد من عمليات التوسيع تم الانتهاء من أهمها في 2002.

## البنيات التحتية للميناء[2]
◊ منشآت الحماية : 2340 متر
◊ منشآت الرسو :
| التسميـــة | العدد | الطول   | العمق   | ملاحظات |
| ---------- | ----- | ------- | ------- | ------- |
| الأرصفة    | 01    | 200 متر | 4,00- م |         |
| الأرصفة    | 01    | 200متر  | 5,00- م |         |
| الأرصفة    | 01    | 100متر  |         | أرصفة   |

◊ مسطحات 35 هكتار منها 18 هكتار مهيأة؛
◊ حوض مائي : 17 هكتار؛
◊ برج لإشارة الضوء الأبيض على الحاجز الرئيسي و ضوء أخضر على المعبر و أحمر على السد المضاد.

## خدمات الميناء[3]
◊ توفير الأرصفة ؛
◊ الماء الصالح للشرب والكهرباء ؛
◊ سطح مائل الطائرة لوحدات الصيد التقليدي ؛
◊ حوض بناء السفن ومنصة ؛
◊ رافعة بواخر ؛
◊ سوق سمك ومصنعين للثلج ؛
◊ ورش إصلاح السفن ؛
◊ محطة توزيع المحروقات.

## أنشطة الميناء[4]
ميناء سيدي إفني هو ميناء مختص في التجارة والصيد.

## الظروف البحرية[5]

### المد والجزر
حركة المد والجزر شبه يومية.

### الأمواج
بين أكتوبر وأبريل عواصف قوية وموجات قد تتجاوز 5 أمتار. بين مايو وسبتمبر وموجات أقل من 1.5 متر.

### التيارات
اتجاه حركة المد والجزر الحالية نحو الشمال الشرقي عند المد والجنوب عند الجزر ويضاف أو ينعزل عن التيار الرئيسي وفي بعض الحالات يمكن أن يصل إلى عقدة في الاتجاه الجنوب الغربي.

## رواج الميناء[6]
| الطبيعة    | 2007   | 2008   | 2009   | 2010   | 2011  |
| ---------- | ------ | ------ | ------ | ------ | ----- |
| سمك صناعي  | 13.654 | 24.972 | 21.612 | 31.145 | 5.831 |
| سمك الجملة | 4.888  | 7.233  | 9.254  | 10.335 | 3.244 |
| المجموع    | 18.542 | 32.206 | 30.867 | 41.481 | 9.075 |